# Schloss La Roche-Guyon

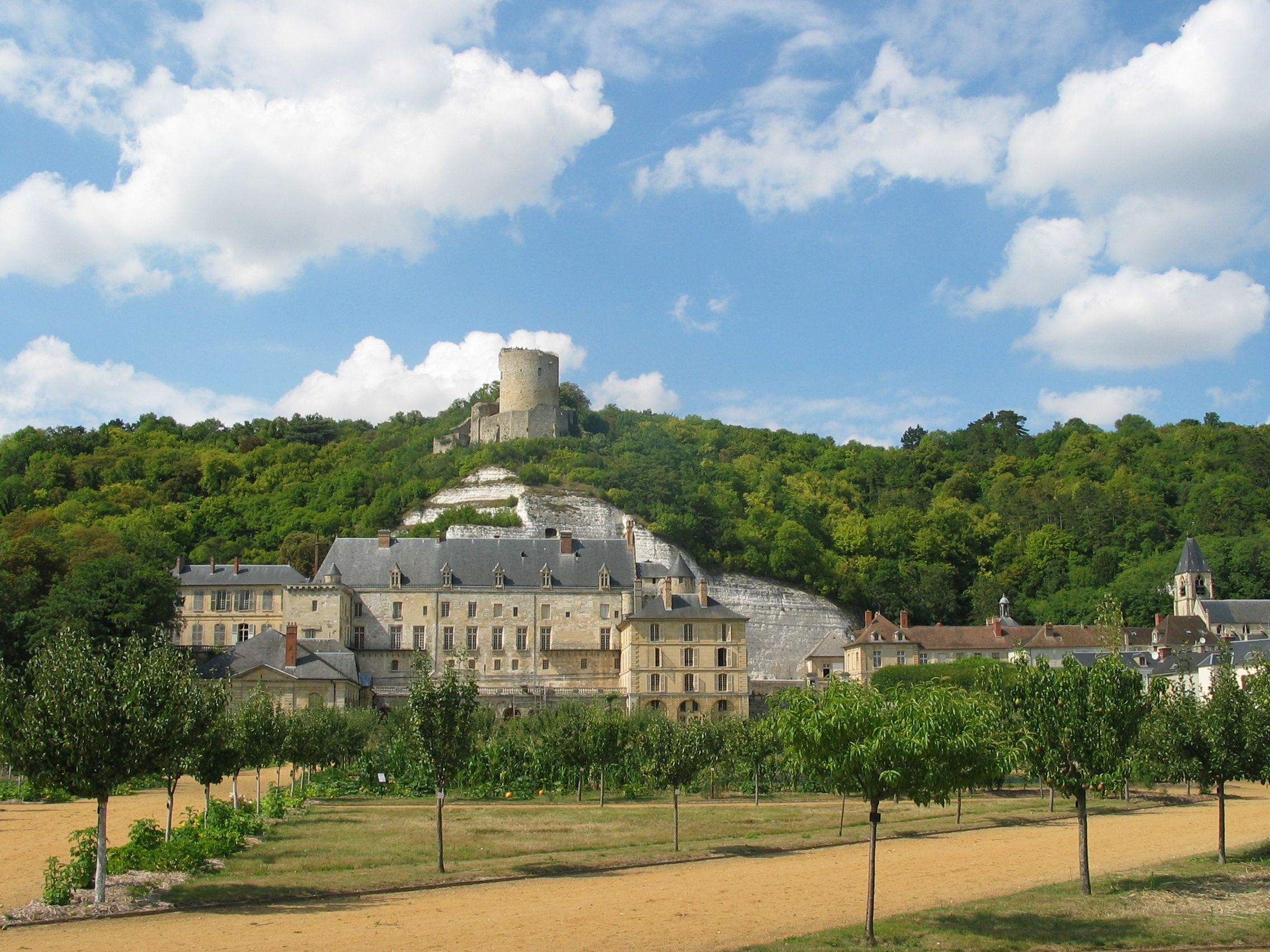
Schloss und Donjon von La Roche-Guyon

Das Schloss La Roche-Guyon ist der Nachfolgebau einer mittelalterlichen Burg, die auf einem Kalksteinfelsen im Seinebogen oberhalb des Ortes La Roche-Guyon etwa 65 km nordwestlich von Paris im heutigen Département Val-d’Oise errichtet worden war.
Seit dem 10. Jahrhundert war die Burg Teil der Grenzbefestigung in den Kriegen gegen die Normannen und besaß zeitweise erheblichen strategischen Wert. Die Anlagen sind zum Teil in den Berg eingegraben. Im Verlauf der Auseinandersetzungen der folgenden Zeit wurden sie weiter verstärkt.
Die Burg gehörte den Herren von La Roche (frz. roche = Felsen), die traditionell den Vornamen Guy trugen und damit dem Ort ihren Namen gaben. Das Adelsgeschlecht von La Roche-Guyon stammte von Guy de la Roche (Anfang 12. Jahrhundert) ab, existierte bis zum Ende des 15. Jahrhunderts und wurde von der Familie Silly beerbt. Diese wurden 1515 in den Grafenstand erhoben und wurden von der Familie La Rochefoucauld beerbt, die 1622 die Herzogswürde für Le Roche-Guyon erhielt. Ihr bedeutendster Vertreter war der Schriftsteller François de La Rochefoucauld.
Im 14. Jahrhundert wurde am Fuß des Felsens ein Herrenhaus gebaut und ein Geheimgang zur oberen Burg gegraben. Im Zeitalter der Renaissance trat die militärische Bedeutung in den Hintergrund. Das Herrenhaus diente nun als Jagdschloss, und ein Gemüsegarten wurde angelegt. Eine Mauer sollte vor den Überschwemmungen der Seine schützen.
Im 18. Jahrhundert fanden unter dem Herzog von La Rochefoucauld umfangreiche Bauarbeiten statt: Errichtet wurden ein repräsentativer Eingang, Terrassen, ein großer Salon, eine Bibliothek und ein kleines Theater. Im Südostturm wurde eine Sternwarte installiert.
Anfang 1944 bekam die Anlage noch einmal militärische Bedeutung: Die Heeresgruppe B unter Generalfeldmarschall Erwin Rommel und danach Günther von Kluge hatte hier bis zur Befreiung des Ortes im August 1944 durch die Westalliierten ihr Hauptquartier.
Bei der Befreiung am Abend des 25. August schossen westalliierte Truppen 64 Bomben auf das Dorf; acht davon trafen das Schloss.